# Luis Daniel Rubeo
Luis Daniel Rubeo (n. Rosario, Santa Fe, Argentina; 6 de marzo de 1957) es un político argentino peronista.
En el 2001 fue asesor en el Concejo Deliberante de Rosario y en el 2005 se constituyó como Jefe de Gabinete del Bloque del FPV en la legislatura nacional. En el 2008 fue elegido como Secretario General de la departamental del Partido Justicialista de Rosario, cargo que ocupó durante 4 años.
Paralelamente, en el año 2007 asume su compromiso como Diputado de la Provincia de Santa Fe, siendo reelecto en 2011 y ocupando el cargo hasta la actualidad. En este espacio, conjuntamente, la mayoría de sus pares lo designaron Presidente de la Cámara, cargo que ejerció hasta el 10 de diciembre de 2015. Actualmente continúa siendo Diputado Provincial, gracias al apoyo que recibió de los votantes en las elecciones para ocupar ese puesto.

## Biografía
Nació en Rosario el 6 de marzo de 1957. Luis Daniel Rubeo comienza su participación política desde joven, siendo el primer presidente del Centro de Estudiantes de la Biblioteca Constancio C. Vigil y también del Centro de Estudiantes del Nacional N° 1 de Rosario. 
En el año 1987 ingresa como Concejal de la ciudad de Rosario por el partido justicialista, cargo que ejerció hasta 1991 cuando decidió dedicarse a la actividad privada.
En 2002 vuelve a la política para sumarse al Frente para la Victoria y en el 2005 es designado jefe de gabinete del bloque oficialista de Diputados Nacionales. 
En el 2007 asume como diputado provincial de Santa Fe, cargo al que fue reelecto durante el 2011, oportunidad en la que fue designado Presidente de la Cámara de Diputados de Santa Fe por sus pares.